# Hippasa fabreae
Hippasa fabreae är en spindelart som beskrevs av Gajbe 1999. Hippasa fabreae ingår i släktet Hippasa och familjen vargspindlar. Inga underarter finns listade i Catalogue of Life.